# 高麗明宗
高麗明宗（：／ Goryeo Myeongjong；1131年—1202年），姓王，諱晧（：／ Wang Ho），字之旦，是高麗國的第19代君主，1170年─1197年在位。
王晧是高麗仁宗王楷的第三子，封翼陽公。1170年，鄭仲夫等高麗武將因不滿毅宗對武將的欺壓，推翻毅宗。毅宗遜位於巨濟縣，太子王祈被流放到珍島縣。鄭仲夫、李義方等人領兵迎翼陽公王晧即位。
1197年九月，崔忠獻兄弟幽禁明宗於昌樂宮，流放太子王祦於江華島，立平凉公王晫為君，是為高麗神宗。
1202年九月，明宗患上痢疾，十一月薨於昌樂宮。死後廟號明宗，諡號皇明光孝大王，葬於智陵。

## 家庭

### 兄弟
- 高丽毅宗王晛
- 高丽神宗王晫

### 子女

#### 子
| 稱號     | 名     | 生母         | 備註                                                   |
| -------- | ------ | ------------ | ------------------------------------------------------ |
| 高麗康宗 | 王祦   | 光靖太后金氏 | 嫡長子。                                               |
| 王子     | 王善思 |              | 皆為庶子，俱剃髮爲僧，號小君。                         |
| 王子     | 王洪機 |              | 皆為庶子，俱剃髮爲僧，號小君。                         |
| 王子     | 王洪樞 |              | 皆為庶子，俱剃髮爲僧，號小君。                         |
| 王子     | 王洪規 |              | 皆為庶子，俱剃髮爲僧，號小君。                         |
| 王子     | 王洪鈞 |              | 皆為庶子，俱剃髮爲僧，號小君。                         |
| 王子     | 王洪覺 |              | 皆為庶子，俱剃髮爲僧，號小君。                         |
| 王子     | 王洪貽 |              | 皆為庶子，俱剃髮爲僧，號小君。                         |
|          |        |              | 明宗有庶子十幾人，除了上述七位王子，其餘王子事蹟不明。 |

#### 女
1. 延禧宮主 (光靖太后金氏生)
2. 壽安宮主 (光靖太后金氏生)

| 高麗明宗        |                            |                 |
| 前任： 高麗毅宗 | 高麗王朝國王 1170年─1197年 | 繼任： 高麗神宗 |